# Hemistomia lacinia
Hemistomia lacinia е вид коремоного от семейство Hydrobiidae. Видът е критично застрашен от изчезване.

## Разпространение
Разпространен е в Нова Каледония.